# Gettysburg College

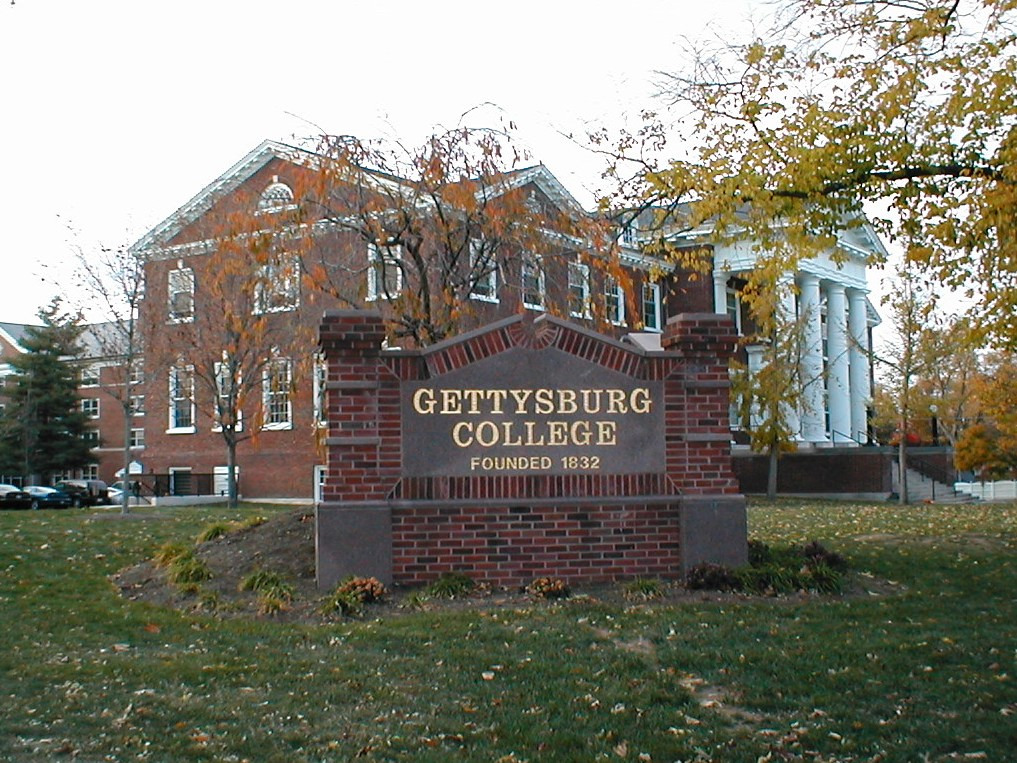
Hauptansicht Gettysburg College

Gettysburg College ist ein privates Liberal Arts-College in Gettysburg im Süden von Pennsylvania. Die Schule ist Herausgeber des literarischen Magazins The Gettysburg Review. Die Sportmannschaften der Schule tragen den Spitznamen Bullets. Das  College ist der Evangelisch-Lutherischen Kirche in Amerika angegliedert.

## Historisches
Das College wurde 1832 gegründet als Schwesterinstitution der Lutheran Theological Seminary at Gettysburg. Beide Gründungen gehen zurück auf Samuel Simon Schmucker und Thaddeus Stevens, „dem großen einfachen Bürger“, ein radikaler Republikaner und Rechtsanwalt. Ursprünglich hieß die Schule Pennsylvania College.

## Zahlen zu den Studierenden, den Dozenten und zum Vermögen
Im Herbst 2021 waren 2.401 Studierende am College eingeschrieben, die alle ihren ersten Studienabschluss anstrebten und damit undergraduates waren. Von diesen waren 51 % weiblich und 49 % männlich; 4 % bezeichneten sich als asiatisch, 5 % als schwarz/afroamerikanisch, 11 % als Hispanic/Latino und 71 % als weiß. Es lehrten 296 Dozenten am College, davon 226 in Vollzeit und 70 in Teilzeit. 2008 hatte das College 2.600 Studenten aus 35 Ländern und 180 Mitarbeiter.
Der Wert des Stiftungsvermögens des Gettysburg Colleges lag 2021 bei 405,3 Mio. US-Dollar und damit 26,6 % höher als im Jahr 2020, in dem es 320,0 Mio. US-Dollar betragen hatte.

## Bekannte Absolventen
- James Glenn Beall, ehemaliger US-Senator von Maryland
- Carol Bellamy, US-amerikanische Managerin und Politikerin
- John Michael Bishop, US-amerikanischer Virologe
- Herman Haupt (Ingenieur), General der United States Army im Sezessionskrieg
- Stewart W. Herman, Jr. (1909–2006), US-amerikanischer lutherischer Geistlicher, Agent und Hochschulrektor
- George Michael Leader, US-amerikanischer Politiker
- Ron Paul, US-amerikanischer Arzt und Politiker
- Jerry Spinelli, US-amerikanischer Jugendbuchautor
- Charles Willoughby, Major General der United States Army